# Aspiolucius esocinus
Aspiolucius esocinus és una espècie de peix cipriniforme de la família dels ciprínids.

## Morfologia
- Els mascles poden assolir 50 cm de longitud total.[2][3]

## Alimentació
Menja peixos.

## Hàbitat
És un peix d'aigua dolça i de clima temperat.

## Distribució geogràfica
Es troba al territori de l'antiga URSS.